# Sean Gannon
Sean Gannon (Dublín, 11 de julio de 1991) es un futbolista irlandés que juega de defensa en el Shelbourne F. C. de la Premier Division de Irlanda.

## Clubes
| Club                  | País    | Año       |
| --------------------- | ------- | --------- |
| Shamrock Rovers       | Irlanda | 2011-2012 |
| St Patrick's Athletic | Irlanda | 2013      |
| Dundalk F. C.         | Irlanda | 2014-2020 |
| Shamrock Rovers       | Irlanda | 2021-2023 |
| Shelbourne F. C.      | Irlanda | 2024-     |

## Palmarés

### Títulos nacionales
| Título                     | Club                  | País    | Año  |
| -------------------------- | --------------------- | ------- | ---- |
| Premier Division           | Shamrock Rovers       | Irlanda | 2011 |
| Copa de la Liga de Irlanda | St Patrick's Athletic | Irlanda | 2013 |
| Premier Division           | Dundalk F. C.         | Irlanda | 2014 |
| Copa de la Liga de Irlanda | Dundalk F. C.         | Irlanda | 2014 |
| Premier Division           | Dundalk F. C.         | Irlanda | 2015 |
| Copa de Irlanda            | Dundalk F. C.         | Irlanda | 2015 |
| Supercopa de Irlanda       | Dundalk F. C.         | Irlanda | 2015 |
| Premier Division           | Dundalk F. C.         | Irlanda | 2016 |
| Copa de la Liga de Irlanda | Dundalk F. C.         | Irlanda | 2017 |
| Premier Division           | Dundalk F. C.         | Irlanda | 2018 |
| Copa de Irlanda            | Dundalk F. C.         | Irlanda | 2018 |
| Premier Division           | Dundalk F. C.         | Irlanda | 2019 |
| Copa de la Liga de Irlanda | Dundalk F. C.         | Irlanda | 2019 |
| Supercopa de Irlanda       | Dundalk F. C.         | Irlanda | 2019 |
| Premier Division           | Dundalk F. C.         | Irlanda | 2019 |
| Copa de Irlanda            | Dundalk F. C.         | Irlanda | 2020 |
| Premier Division           | Shamrock Rovers       | Irlanda | 2021 |
| Supercopa de Irlanda       | Shamrock Rovers       | Irlanda | 2022 |
| Premier Division           | Shamrock Rovers       | Irlanda | 2022 |
| Premier Division           | Shamrock Rovers       | Irlanda | 2023 |
| Premier Division           | Shelbourne F. C.      | Irlanda | 2024 |

### Distinciones individuales
| Distinción                            | Año  |
| ------------------------------------- | ---- |
| Equipo del año de la Premier Division | 2014 |
| Equipo del año de la Premier Division | 2015 |
| Equipo del año de la Premier Division | 2016 |